# Floridachoerus
Floridachoerus olseni — це вимерлий вид пекарі, який мешкав у гемінфордському періоді раннього міоцену та був ендеміком Північної Америки. Залишки цього вимерлого ссавця були знайдені на багатій викопними залишками фермі Томас в окрузі Гілкріст, штат Флорида (дві колекції) і на місці Толедо-Бенд, округ Ньютон, штат Техас.